# Abeno Harukas

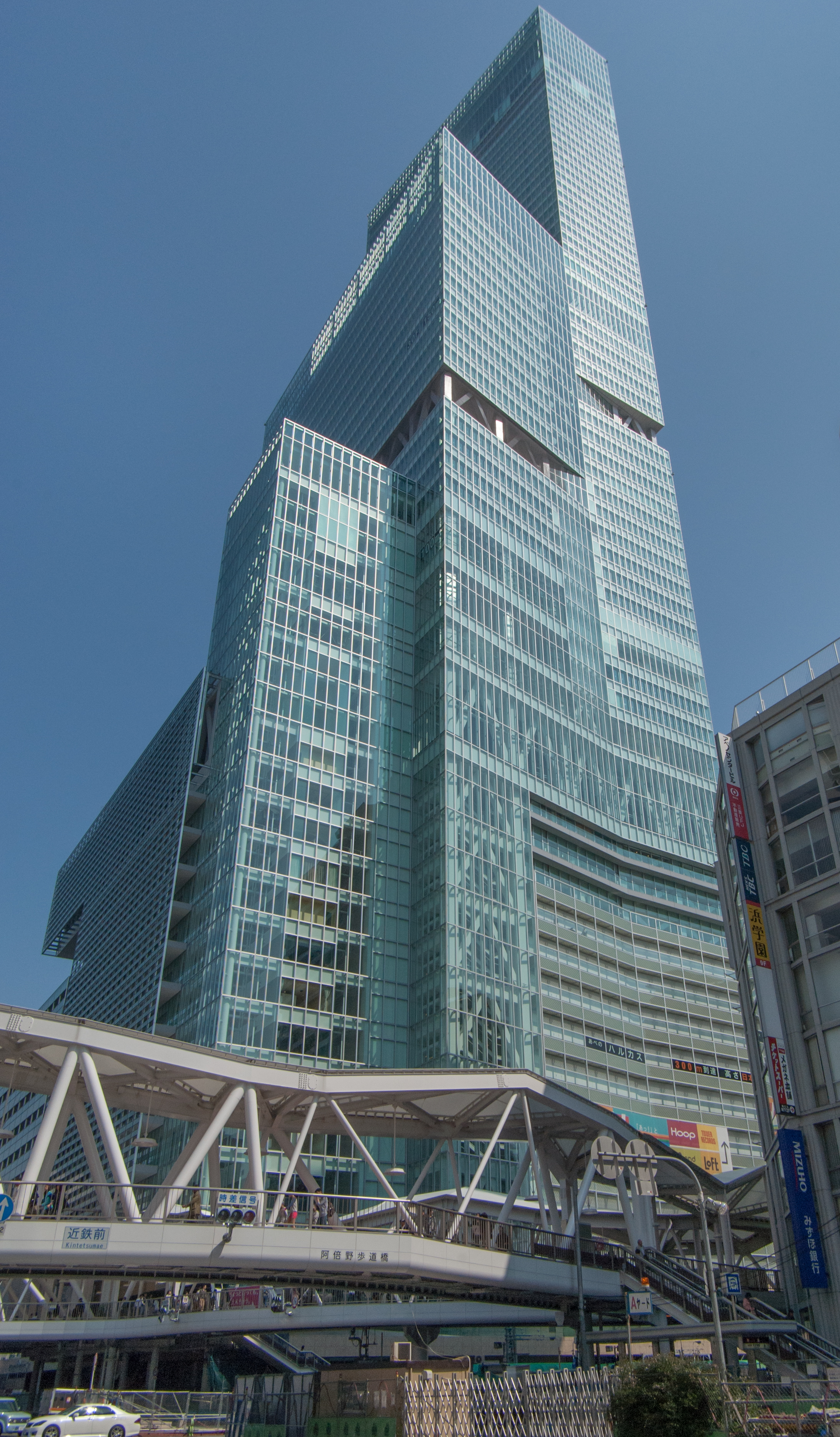
Vista laterale

L'Abeno Harukas (あべのハルカス?) è il più alto edificio residenziale di Osaka e del Giappone. È situato nel quartiere Abeno-ku, nei pressi della stazione di Ōsaka-Abenobashi delle Ferrovie Kintetsu, proprietarie del complesso, nell'area di Tennōji. Il suo nome deriva dall'arcaica parola giapponese harukasu (晴るかす?), che significa "illuminare".

## Nella cultura di massa
- viene raffigurato nel lungometraggio anime Josée, la tigre e i pesci (K. Tamura, 2020)